# Kisêdjê
Les Kisêdjê (ou Kisidjê), également connus comme "Suya", sont un peuple vivant dans le Haut-Xingu, dans le Parc Indigène du Xingu, État du Mato Grosso, au Brésil.

## Langue
Le Kisêdjê est une langue de la famille linguistique jê.